# Усухчай (река)
Усухчай, Мулларчай, Чехычай (лезг. Усугъ вацӏ, Чӏехи вацӏ — штык-река) — река в Докузпаринском районе Дагестана. Правый приток реки Самур.
Высота устья — 824 м над уровнем моря. Высота истока — 3730 м над уровнем моря.

## География
Река Усухчай берёт начало с ледника Муллар Главного Кавказского хребта и носит название Мулларчай, после слияния с Чарынчаем — Чехычай, а ниже селения Микрах — Усухчай.
Длина 37 км, общее падение 2890 м. Площадь водосборного бассейна — 272 км².

## Притоки
Основными притоками реки Усухчай являются: Чолохсу, Вахчагчай, Чарынчай, Рагданчай, Сельды, Шалбузчай, Чадаурчай.

## Гидрология
До села Усухчай протекает в относительно узкой долине шириной 20-50 м, после долина резко расширяется местами до 1 км.
Питание реки смешанное, но наибольший взнос в водный баланс Усухчая вносят правые притоки, имеющие снеговое и ледниковое питание от Главного Кавказского хребта и его отрогов. Усухчай относится к типу рек с весенне-летним половодьем и хорошо выраженной зимней меженью. Характерным также являются летние и осенние дождевые паводки. Средняя ширина долины 9,7 км.

## Хозяйственное использование
Воды реки используются на орошение. С 1951 года возле села Тикипиркент действует Курушская ГЭС мощностью 0,48 МВт.